# Tina Live in Europe
Tina Live in Europe je album uživo američke pjevačice Tine Turner. Većina pjesama je snimljena na turnejama Private Dancer Tour i Break Every Rule Tour.

## Popis pjesama
CD 1
1. "What You Get Is What You See" - 5:34
2. "Break Every Rule" - 4:28
3. "I Can't Stand the Rain" - 3:25
4. "Two People" - 4:26
5. "Girls" - 4:54
6. "Typical Male" - 3:59
7. "Back Where You Started" - 4:21
8. "Better Be Good to Me" - 6:29
9. "Addicted to Love" - 5:22
10. "Private Dancer" - 5:37
11. "We Don't Need Another Hero (Thunderdome)" - 4:56
12. "What's Love Got to Do with It" - 5:28
13. "Let's Stay Together" - 4:40
14. "Show Some Respect" - 3:05

CD 2
1. "Land of a Thousand Dances" - 3:06
2. "In the Midnight Hour" - 3:32
3. "634-5789" (s Robertom Crayem) - 3:05
4. "A Change Is Gonna Come" - 6:44
5. "River Deep – Mountain High" - 4:11
6. "Tearing Us Apart" (s Ericom Claptonom) - 4:41
7. "Proud Mary" - 4:47
8. "Help!" - 5:03
9. "Tonight" (s Davidom Bowiem) - 4:15
10. "Let's Dance" (s Davidom Bowiem) - 3:27
11. "Overnight Sensation" - 3:54
12. "It's Only Love" (s Bryanom Adamsom) - 4:15
13. "Nutbush City Limits" - 3:43
14. "Paradise Is Here" - 5:41